# Operette
Die Operette (ital., wörtlich: „kleine Oper“) ist ein musikalisches Bühnenwerk. Die Bezeichnung gibt es seit dem 18. Jahrhundert. Bis zum 20. Jahrhundert hat sie einen erheblichen Bedeutungswandel erfahren. Die Operette seit dem 19. Jahrhundert hat eher leichte, eingängige Musik, eine heitere oder sentimentale Handlung und gesprochene Dialoge zwischen den Musiknummern.

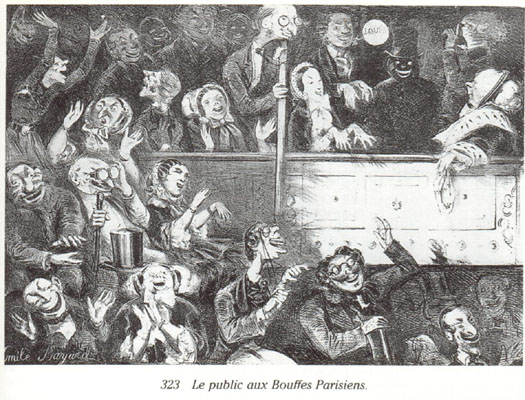
Das Publikum im Théâtre des Bouffes-Parisiens, dem Geburtshaus der Operette. Karikatur um 1860.

## Vorgeschichte

### Operette als kleine Oper
Im 18. Jahrhundert bedeutete Operette die „kleine“ Oper, entweder weil sie kürzer war als andere Werke (vor allem Einakter wurden als „Operette“ bezeichnet), weil sie „bloß“ eine Komödienhandlung hatte im Unterschied zu Opera seria oder Tragédie lyrique, oder weil nur wenige Figuren ohne Chor in ihr auftraten. Außerdem wurden manche musikalischen Theaterwerke „Operette“ genannt, weil sie keine Gesangsvirtuosen erforderten, sondern von singenden Schauspielern ausgeführt werden konnten. Eine einfachere Struktur der Gesangseinlagen konnte ebenfalls den Ausschlag für diese Bezeichnung geben: In die Vaudeville-Komödien der Pariser Jahrmarktstheater wurden bekannte Melodien mit neuen Texten eingelegt, was sich in der spanischen Operette (Zarzuela) bis ins 20. Jahrhundert erhalten hat.

### Operette als deutsche Oper
Deutschsprachige, auch anspruchsvollere Opern wurden manchmal deshalb „Operetten“ genannt, weil sie gegenüber den italienischen und französischen Opern einen geringeren Stellenwert hatten. Das Deutsche wurde gegenüber dem Französischen, der internationalen Sprache der Aristokratie, noch gering geschätzt. Deutschsprachige Opern hatten zumeist eine Komödienhandlung und damit sozial niedrig stehende Figuren (siehe Ständeklausel, Rührende Komödie).
Der Ruf der deutschsprachigen Operette als „bürgerliche deutsche Oper“, die endlich eine Aufwertung verdient hätte, kam Ende des 19. Jahrhunderts in Wien auf, wobei die damit gemeinten Wiener Werke von Johann Strauss (Sohn) oder Millöcker als bewusster Gegenentwurf zu den Pariser Werken Jacques Offenbachs gesehen wurden, die als grotesk-frivol galten; nationalistische und antisemitische Tendenzen spielten dabei eine Rolle.

### Operette als nichthöfische Oper
In gewissem Maß spiegelt der Gegensatz zwischen Oper und Operette auch die Konkurrenz zwischen den subventionierten Hoftheatern und den privatwirtschaftlichen Theatern beziehungsweise den Wandertruppen wider.
Dieser Gegensatz wurde oft durch „Reformen von oben“ abzuschwächen versucht, wie durch die Errichtung eines Nationalsingspiels 1777 im Wiener Burgtheater durch Joseph II.
Ende des 18. Jahrhunderts wurden Stücke, die aus der französischen Opéra comique hervorgegangen waren, als Operetten bezeichnet, also Opern, die gesprochene Dialoge anstelle gesungener Rezitative enthielten und vom Pariser Jahrmarktstheater stammten statt von den Hofbühnen. So galt etwa Mozarts Die Entführung aus dem Serail als Operette.

## Geschichte

### Pariser Operette

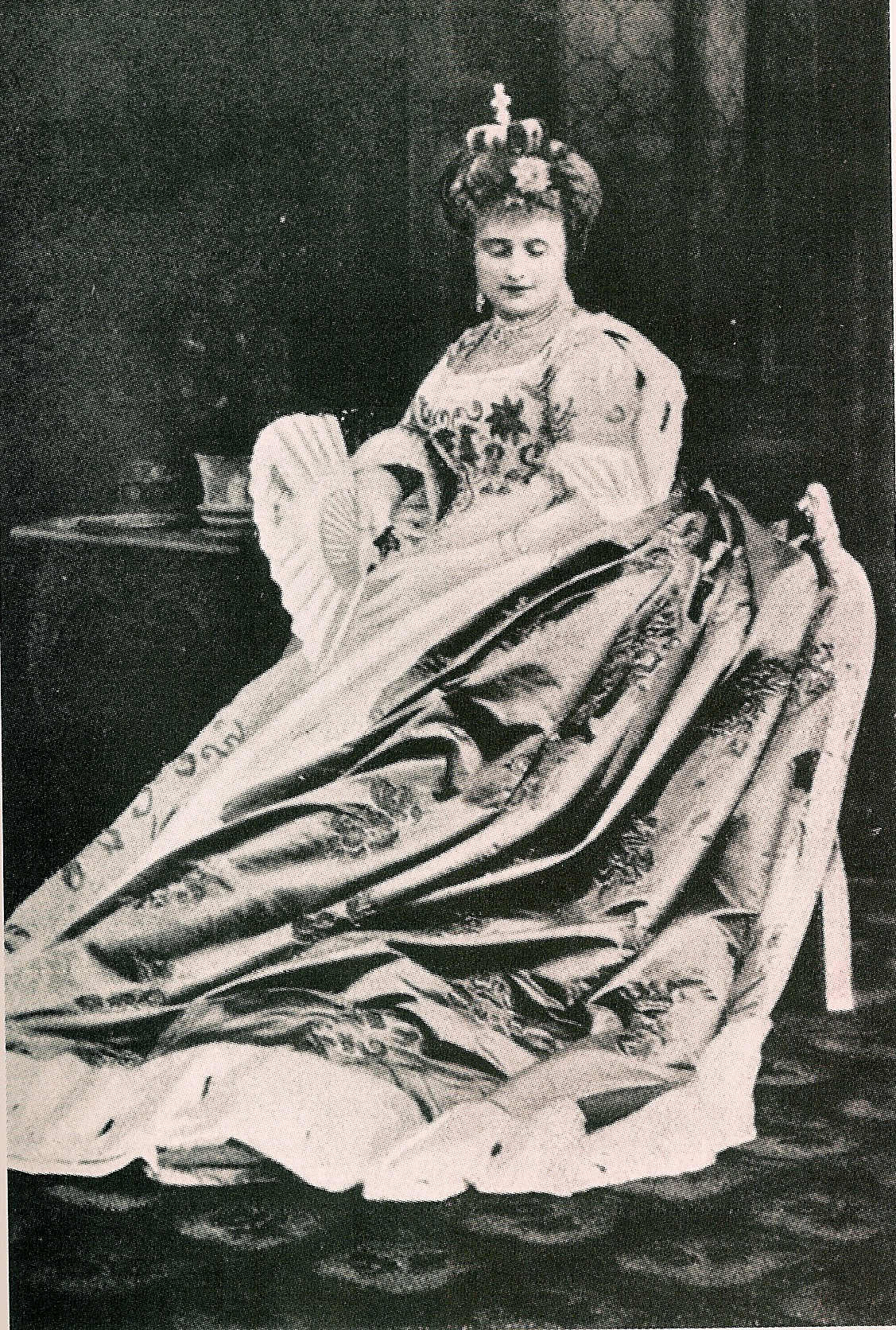
Jacques Offenbachs Sopranistin Hortense Schneider als Fürstin eines Operettenstaats.

Das Genre, das heute im engeren Sinn als Operette bezeichnet wird, entstand als eigenständige Kunstform um 1848 in Paris, wurde damals jedoch nicht „Operette“ genannt, sondern „opérette bouffe“ (im Fall von Einaktern, daher das Diminutiv) und „opéra bouffe“ (für Mehrakter), „bouffonnerie musicale“ oder „folie musicale“. Direktes Vorbild war die Opéra comique der 1830er- und 40er-Jahre wie etwa François Aubers Le Cheval de bronze (1835). Die ersten „Operetten“ waren ursprünglich kurze Werke mit grotesk-frivolem Inhalt. Zu den ersten Komponisten gehörte Florimond Ronger, genannt Hervé (1825–1892), zu dessen bekanntesten Stücken Don Quichotte et Sancho Pança (1848), Le Petit Faust (1869) und Mam’zelle Nitouche (1883) zählen.

#### Jacques Offenbachs Buffonerien
Berühmt wurde aber ein anderer Komponist mit dieser Art Musiktheater. Der Cellist Jacques Offenbach, der Kapellmeister an der Comédie-Française gewesen war, eröffnete anlässlich der Weltausstellung von 1855 in Paris ein Theater, das Théâtre des Bouffes-Parisiens, das ausschließlich dieser Gattung gewidmet war. Entrez Messieurs, Mesdames bildete zusammen mit Les Deux Aveugles und Une nuit blanche am 7. Juli 1855 den Auftakt. Bald folgten so berühmte Werke wie Le Violoneux, die Chinoiserie musicale Ba-ta-clan (beide 1855), die Kreuzritter-Persiflage Croquefer, ou le dernier des Paladins, die bukolische Komödie Le Mariage aux lanternes (beide 1857) und die übersprudelnden Marktweiber in Mesdames de la Halle (1858), die das Genre poissard der Jahrmärkte neu belebten. Genau wie Hervés frühe Werke waren auch Offenbachs frühe Farcen dem Vaudeville verpflichtet und teils eher Schauspiele mit Musik, beziehungsweise – wie Meyers Konversations-Lexikon 1877 bemerkte – „eine Art von Posse, die man mit dem Namen des höheren Blödsinns zu bezeichnen pflegt, auf das musikalische Gebiet übertragen“.
Bereits in den frühen Einaktern parodiert Offenbach wiederholt die Belcanto-Oper sowie die Grand opéra à la Meyerbeer. Deren Stilmittel, die Offenbach gut beherrschte, wirkten im kleinen Theaterrahmen lächerlich. Um Kritikern den Wind aus den Segeln zu nehmen, erklärte Offenbach in einer 1856 veröffentlichten Abhandlung, dass er mit seinen Werken die alte Opéra comique des 18. Jahrhunderts wiederbeleben wolle. Jedoch liefen Offenbachs Stücke (von wenigen Ausnahmen wie Barkouf und Vert-Vert abgesehen) nicht im bürgerlich-respektablen Rahmen der Opéra-Comique, sondern vor dem Halbweltpublikum der Pariser Operettenbühnen. Zu diesem Publikum gehörte der Jockey Club, aber auch Mitglieder der Kaiserfamilie, wie Charles de Morny, der nicht nur Patenonkel von Offenbachs Sohn war, sondern unter einem Pseudonym auch Libretti für Offenbach schrieb (M. Choufleuri restera chez lui le...). In Meyers Konversations-Lexikon heißt es 1877, Offenbachs Werke seien „so vom Geiste der Demi-monde durchsetzt, daß sie mit ihren schlüpfrigen Stoffen und sinnlichen, zumeist trivialen Tonweisen eine entschieden entsittlichende Wirkung auf das größere Publikum ausüben müssen“. Ähnliche Äußerungen finden sich in beinahe allen zeitgenössischen Kritiken, auch in England, Deutschland und Österreich. Sie wirkten aber eher erfolgsfördernd als negativ auf die Rezeption der offenbachschen Werke. Allerdings erklärt sich vor diesem Hintergrund, warum Offenbachs Operetten lange nicht in den etablierten Hoftheatern und an den bürgerlichen Bühnen liefen, sondern vielfach in Spezialetablissements, die von Großteilen der Öffentlichkeit skeptisch beäugt wurden. In London, und später auch in Paris und Wien, brach ab 1850 die Zeit der preisgünstigen Kleintheater an, die als Music Hall in großer Zahl eröffnet wurden und einen subbürgerlichen Teil des Publikums von einem großbürgerlichen trennte, der nach wie vor die etablierten Theater besuchte.
Ein wesentliches Gestaltungsmerkmal aller Offenbach-Operetten war die Groteske, die ins Lächerliche verzerrte Abbildung der Realität, oft nur leicht verkleidet in Kostüme der Antike, des Mittelalters, der Arbeiterwelt (wie bei Mesdames de la Halle) oder des Landlebens (wie in Mariage aux lanternes). Die Stücke sind damit teils Vorbilder des Dadaismus der 1920er und des Absurden Theaters der 1950er Jahre, werden jedoch in den meisten literaturgeschichtlichen Abhandlungen in dieser Eigenschaft übergangen. Dieses Konzept der Operette erlaubte ein auffallend freizügiges Ausspielen von Erotik auf der Bühne, was unter normalen oder realistischen Umständen von der Zensur in Paris niemals erlaubt worden wäre, aber unter dem Deckmantel der Parodie möglich war. Im deutschen Sprachgebiet war man solche Freizügigkeit auf der Bühne noch weniger gewohnt. Hier sprach die Presse von „der ungeheuren Frivolität der […] offenbach’schen musikalischen Farcen“, von der „Liederlichkeit […] des ganzen Genres“ und urteilte mit „Besorgnis über den sittengefährdenden Komponisten“ Offenbach, dessen Werke die „Negation aller sittlichen u. rechtlichen Ordnung“ darstellten.
Da die Einakter oft in Kombination gespielt wurden, bildeten sich verschiedene Formen der Operette heraus, die kontrastierend gegeneinander gesetzt wurden. Im Fall Offenbachs sind die beiden Haupttypen entweder „ländliche Komödien“ wie Le Mariage aux lanternes (in Wien ein Sensationserfolg unter dem Titel Die Hochzeit beim Laternenschein, mit drei Damen im eng geschnürten Dirndl als Milchmädchen, die „melkend“ durch die Handlung stolpern und einen reichen Mann fürs Leben suchen) oder überdrehte Farcen wie Croquefer oder Ba-ta-clan, die eine neue Dimension des Slapstick auf die Bühne bringen. All diese Werke werden durch drei Merkmale gekennzeichnet, die unterschiedlich stark im Vordergrund stehen: Groteske, Frivolität und Sentimentalität.
1858 wurde Offenbachs erste mehr-aktige Operette mit Chor und erweiterter Solistenbesetzung, Orphée aux enfers (Textbuch von Hector Crémieux und Ludovic Halévy), in Paris uraufgeführt und trat einen Siegeszug um die Welt an. Zusammen mit La Belle Hélène (1864) und La Grande-Duchesse de Gérolstein (1867) – beide mit Textbüchern von Henri Meilhac und Halévy – ist das Stück noch Teil des heutigen Operettenrepertoires. Seit dem Höllengalopp aus Orpheus ist der „Skandaltanz“ Cancan eng mit der Operette verbunden.
Aber auch andere französische Komponisten wie Charles Lecocq, Hervé oder Robert Planquette konnten sich mit dem neuen Genre profilieren und entwickelten Offenbachs Modell der frivolen Grotesk-Operette weiter.

#### Spätere Zeit
Mit dem Deutsch-Französischen Krieg 1870/71 verblasste Offenbachs Ruhm in Frankreich. Die aberwitzigen Satiren des „deutschen“ Komponisten wurden nach der französischen Niederlage weniger geschätzt. Das für das Zweite Kaiserreich typische Halbwelt-Publikum Offenbachs verlagerte sich in die vielen neu entstehenden Music-Halls mit ihren Varieté-Programmen, und das bürgerliche Publikum der „richtigen“ Theater wollte weniger groteske und frivole Stücke sehen. Fortan widmete Offenbach sich ausladenden Ausstattungsstücken, die aber in vielen Fällen noch Merkmale der typischen Offenbachiade aufweisen, zum Beispiel wenn in Le voyage dans la lune (1875) die Mondbewohner mit Hilfe eines Apfels zum Sündenfall verleitet werden.
In den 1870er Jahren waren auch Emmanuel Chabrier und später André Messager mit Operetten erfolgreich, ersterer mit stark an Offenbach orientierten aberwitzigen Slapstick-Komödien wie L’étoile (1877), die dem neuen Typ des Schwanks entsprachen, letzterer mit sentimentaleren Stücken wie Véronique (1898). Aufgrund der starken antifranzösischen Ressentiments nach 1871 (→ deutsch-französische Erbfeindschaft) blieben zahlreiche französische Werke im deutschsprachigen Raum unbeachtet. La fille de Madame Angot (1873) und Giroflé-Girofla (1874) von Lecocq sowie Mam’zelle Nitouche (1883) von Hervé zählen zu den weltweit erfolgreichsten Operetten, sind aber im deutschen Sprachgebiet fast unbekannt geblieben. Besser funktionierte die Kommunikation zwischen Paris und London – und zunehmend auch mit New York.

### Wiener Operette
Im Bestreben, den Erfolg der von Karl Treumann (1823–1877) und Johann Nepomuk Nestroy (1801–1862) nach Wien importierten (und übersetzten) Offenbach-Operetten zu kopieren, entstanden ab 1860 eigenständige Wiener Werke nach Pariser Vorbild. Den Auftakt machte Franz von Suppè mit dem Einakter Das Pensionat, bald folgten weitere Komponisten, von denen Johann Strauss, Karl Millöcker und Carl Zeller die bekanntesten und einflussreichsten sind.
Die frühen Wiener Operetten wurden in den traditionellen Wiener Vorstadttheatern gespielt, die sich nicht mehr dem Handwerkerpublikum widmen wollten, für das die „Posse mit Gesang“ einst gedacht war, sondern sich nun um ein zahlungskräftiges Geldbürgertum bemühten. Zum Carl-Theater und dem Theater an der Wien gesellten sich neue Spielstätten wie das Theater am Franz-Josefs-Kai, und das Strampfer-Theater. Allein schon auf Grund der Preispolitik war es der breiten Bevölkerung nicht möglich, diese Theater zu besuchen. Es versammelten sich dort neben den Mitgliedern der kaiserlichen Familie jene Zirkel, die sich nach den Aufständen von 1848 neu etabliert hatten: „Die Finanzwelt, der wohlhabende Mittelstand, die im Sonnenschein des volkswirthschaftlichen Aufschwungs sich pilzartig vermehrenden Parvenus der Börse und die üppig in die Halme schießende Halbwelt, welche ihren Luxus in der vanity fair der (Prater-)Hauptallee zur Schau stellten“, wie die Illustrirte Zeitung bemerkte (21. Mai 1881). Die Wiener Operette war stark geprägt vom Wiener Walzer, der bis weit ins 20. Jahrhundert hinein zu einem besonderen Erkennungsmerkmal des Genres in seiner österreichischen Variante werden sollte.

#### Französischer Einfluss
Wegweisende Werke der frühen, stark an Offenbach orientierten Wiener Operette waren Franz von Suppès moderat frivole Farcen Das Pensionat (1860), Zehn Mädchen und kein Mann (1862, wegen des großen Erfolgs erweitert zu Fünfundzwanzig Mädchen und kein Mann), Die schöne Galathée (1865), beziehungsweise Mehrakter wie Boccaccio (nach dem Decamerone, 1879) so wie die Erfolgstitel von Johann Strauß, allen voran Die Fledermaus (in der jeder fremdgehen will, 1874), Das Spitzentuch der Königin (über die Eheprobleme des Königs von Portugal, 1880) und Eine Nacht in Venedig (über eine erotisch verwirrte Karnevalsnacht, 1883). Diese Operetten waren opernhafter und auch im Orchester „vollklingender“ als die französischen Vorbilder. Das Theater an der Wien hatte andere Traditionen und war wesentlich größer als Offenbachs „Bouffes“. Suppès Operettenpartituren unterschieden sich nicht erheblich von den Spielopern, die er als Hauskomponist seit Jahren für dieses Theater schreiben musste, und wurden von der Kritik auch nicht als neues Genre wahrgenommen.

#### Verbürgerlichung
Aufgrund der Popularität des neuen Genres wurden neue Publikumsschichten erschlossen, die oft weniger liberale Moralvorstellungen hatten als das Urpublikum der Operette. Auch der Deutsch-Französische Krieg 1870/71 dämpfte die Frivolitäten. Damit verschob sich der Akzent der Operette weg vom Frivol-Grotesken hin zum Sentimentalen und Rührseligen. Außerdem diente der Unterschied zwischen Moralischem und Amoralischem einem „national“ gestimmten Publikum als Gegensatz zwischen Deutschem und Französischem. Dieses Publikum wollte den „blödsinnigen“ und „irrwitzigen“ französischen Operetten das „vernünftige“ Wienerische entgegenhalten, dem „Lasziven“ das „Volkstümliche“ und in letzter Konsequenz dem „Fremden“ das „Vaterländische“. „Die politischen Implikationen wurden unübersehbar: Die Forderungen an den Operettenspielplan waren vom Umsichgreifen des Nationalismus und Antisemitismus nicht mehr zu trennen.“ So wurden die französischen Werke, beziehungsweise nach französischem Muster geschaffenen Operetten, zunehmend verdrängt von einer „altdeutschen Mode“, für die Millöckers Volksoper Die sieben Schwaben (1887) als Paradebeispiel gelten kann. Der Journalist und spätere Begründer des Zionismus Theodor Herzl schuf zusammen mit Adolf Müller junior die Operette Des Teufels Weib (1890), während der Wiener Kulturpolitiker und Theatergründer Adam Müller-Guttenbrunn gegen den „jüdischen Journalismus“ im Theaterleben zu Felde zog.
Fortan strebte die Wiener Operette zunehmend in Richtung Spieloper – mit Der Zigeunerbaron (1885) als bis heute berühmtesten Beispiel – und nach Seriosität. Es traten in den Stücken plötzlich „Helden mit Vorbildcharakter“ fürs Publikum auf, wie der Barinkay im Zigeunerbaron, Symon in Der Bettelstudent (1882) oder Conte Erminio in Gasparone (1884). Auch Johann Strauß’ Simplicius (1887) ist eine Art nationale Volksoper mit durchaus ernsthaften Momenten. Das war das Gegenteil dessen, was den individuellen Reiz der Gattung einmal ausgemacht hatte. Oscar Bie fasst dies 1914 wie folgt zusammen: „Die ideale Forderung [der Operette] bleibt immer, daß sie keinen Sinn hat. Sinn haben wir genug im Leben, hier wollen wir den Unsinn krönen. […] Inzwischen ist die Pariser Operette wieder zur komischen Oper zurückgekehrt und die Opernallüren der Wiener ist bewußter geworden. Die Operette ist dadurch verloren. Sie wird eine einfachere Opern, aber von dem Glanze ihrer Eigenart hat sie kaum noch eine Ahnung. Ein falscher Ehrgeiz ist über sie gekommen, den sie in ihren besten Zeiten selbst so herrlich verlacht hätte.“ Dennoch waren die neu entstandenen Wiener Operetten der Epoche sehr erfolgreich und wurden auch im Ausland (bis hin nach Amerika) vielfach nachgespielt.
Die erste Glanzzeit der spezifisch Wienerischen Operette dauerte bis zur Jahrhundertwende, mit Richard Heubergers Der Opernball (1898) als Schlusspunkt. Nach dem sensationellen Erfolg von Franz Lehárs Die lustige Witwe (1905) wurde eine zweite Glanzzeit eingeläutet, in der fast alle deutschsprachigen Operetten dem Handlungsmodell der Witwe folgten, mit jeweils ähnlicher Figurenkonstellation, aber unterschiedlichen Kostümen. „Die Operette […] hat sich eigentlich überlebt, weil sie seit der Lustigen Witwe immer dieselben Bücher hat“, schrieb Karl Farkas.

#### Weg ins 20. Jahrhundert
Nach dem Ersten Weltkrieg begann für die Kunstform eine dezidiert neue Ära, auch im eher traditionsbewussten Wien; die dabei entstandenen Stücke nennt man oft Silberne Operetten (im Gegensatz zur sogenannten Goldenen Operetten des 19. Jahrhunderts), obwohl diese Terminologie ideologisch problematisch ist. Die Operette wurde zunehmend von der Revue, dem Kabarett und dem Kino verdrängt beziehungsweise ging kreative Mischformen mit diesen Genres ein. Jedoch konnten auch in den 1920er-Jahren und bis nach dem Zweiten Weltkrieg noch gigantische weltweite Operetten-Erfolge erzielt werden. Modernere Formen der Tanz- und Unterhaltungsmusik gewannen neben traditionellen Walzer-, Polka- oder Marsch-Motiven stark an Einfluss, etwa Shimmy und Foxtrott. Schlager begannen ihren Siegeszug nicht mehr unbedingt auf der Bühne, sondern konnten von den neueren Medien Grammophon, Hörfunk und später dem Tonfilm ausgehen und von dort aus auf die Bühne zurückwirken. Seit den 1930er-Jahren gab es originale Filmoperetten (zum Beispiel Die drei von der Tankstelle), bei denen der Übergang zum Filmmusical (wie man es aus Hollywood kennt) fließend ist.
Kompositionen nach dem Ersten Weltkrieg vermieden oft die Bezeichnung Operette und die entsprechenden Werke erschienen als Singspiel, „musikalische Komödie“ oder „musikalisches Lustspiel“ auf dem Programm (zum Beispiel Der Vetter aus Dingsda , Im weißen Rößl). In den 1920er Jahren rückte der Operette zunehmend das Broadway- oder West-End-Musical zur Seite, die für Wiener und Berliner Operettenkomponisten oft Vorbildcharakter hatten und deren typische Charakteristika in deutschsprachige Operetten eingebaut wurden (zum Beispiel in Emmerich Kálmáns Charleston-Operette Die Herzogin von Chicago, 1928).
Franz Lehár hingegen näherte sich in seinen späteren Operetten immer mehr dem Genre der Oper, so ganz besonders in Giuditta, seinem letzten Werk, das 1934 an der Wiener Staatsoper mit Jarmila Novotná und Richard Tauber unter Lehárs Leitung uraufgeführt wurde. Lehár war ein großer Bewunderer Puccinis – die Wertschätzung war gegenseitig –, der eine Operette für das Wiener Carltheater schreiben wollte. Infolge des Ersten Weltkriegs kam es aber nicht zur Uraufführung in Wien, das für Wien gedachte Werk La rondine erlebte seine Uraufführung in italienischer Sprache in der Oper von Monte Carlo.
Einige spätere Musicals waren moderne Weiterentwicklungen der Operette, zum Beispiel My Fair Lady, und eigneten sich deshalb besonders zur Aufnahme in das Repertoire der deutschsprachigen Stadttheater. Die deutsche Fassung von My Fair Lady wurde von Robert Gilbert erstellt, der zuvor mit seinen Liedtexten zum Weißen Rössl große Bekanntheit erlangt hatte. Komponist Frederick Loewe wiederum war der Sohn eines österreichischen Operetten-Buffo und wuchs mit der Tradition der grotesk-sentimentalen Wiener- und Berliner Operette auf, was man allen seinen Werken anhört (speziell in den süßlichen Liebesliedern).

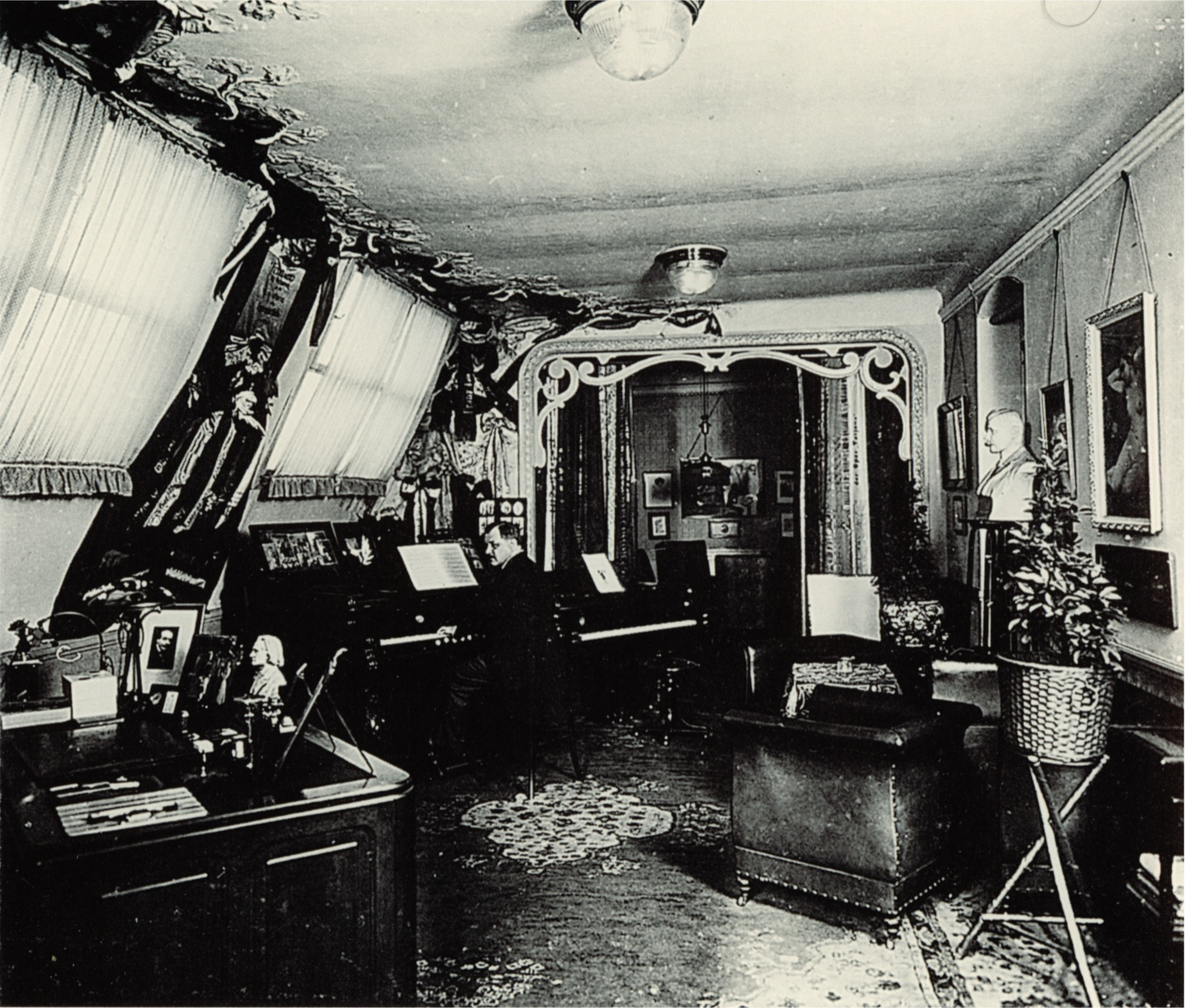
Franz Lehár am Klavier

Die nach zirka 1920 geschaffenen deutschsprachigen Werke verzichteten oft auf die alten Walzer-, Polka- und Marschklänge, die Komponisten orientierten sich stattdessen an den neuen Unterhaltungsklängen aus den USA (Shimmy, Foxtrott, Charleston). So entstanden für Wiener Bühnen radikal moderne, transatlantische Stücke wie Emmerich Kálmáns Die Bajadere (mit „Fräulein, bitte woll’n Sie Shimmy tanzen“), oder Bruno Granichstaedtens Der Orlow und Reclame. Konservative Wiener Operettenfans reagierten entsetzt auf die neuartigen Klänge. Als Gegenreaktion begann Erich Wolfgang Korngold eine Renaissance der Strauß-Operette, die in seinen Bearbeitungen (vor allem Eine Nacht in Venedig, 1923) neu zur Diskussion gestellt und insbesondere von der konservativen Wiener Presse (z. B. Neue Freie Presse) gefeiert wurden.
Diese walzerseligen Stücke (z. B. Korngolds Strauß-Pasticcio Walzer aus Wien, 1930) konnten die Vorliebe eines Großteils des Publikums für moderne Klänge jedoch nicht ersetzen. So erzielte beispielsweise Ralph Benatzky noch 1936 mit der jazzigen Hollywood-Operette Axel an der Himmelstür im Theater an der Wien einen richtungsweisenden Erfolg (mit Max Hansen und Zarah Leander in den Hauptrollen). Auch Paul Abraham schrieb nach 1933 seine neuen Stücke für Wien, z. B. die frivole Fußball-Operette Roxy und ihr Wunderteam, 1937 voller Blackwalks und Foxtrotts, 1938 verfilmt mit Rosy Barsony und Oscar Denes.
Nach dem Anschluss Österreichs 1938 verschwanden die nunmehr als „entartet“ abgestempelten Jazz-Werke von den Spielplänen der Wiener Theater; sie wurden ersetzt von sogenannten Klassikern des 19. Jahrhunderts und Kompositionen, die sie imitierten.
Als Novitäten-Gattung behielt die Wiener Operette über die letzten Werke von Robert Stolz (Frühjahrsparade), Ludwig Schmidseder (Abschiedswalzer) und Gerhard Winkler in der zweiten Jahrhunderthälfte hinaus ungebrochene Kontinuität. Im Fernsehen wurde die Wiener Operette von Sängern wie Rudolf Schock oder Anneliese Rothenberger gefördert.
Bis in die 1970er-Jahre entstanden noch Operetten des Linzer Komponisten Igo Hofstetter, wie etwa Roulette der Herzen, Alles spricht von Charpillon und Schach dem Boss, die in mehrere Fremdsprachen übersetzt wurden und in verschiedenen Theatern mehrere Jahre auf den Spielplänen waren.

### Berliner Operette
Auch in Berlin hatten die Pariser und Wiener Operettentitel Erfolg und bald machten sich lokale Komponisten wie Paul Lincke, Jean Gilbert und Walter Kollo daran, einen typisch berlinerischen Tonfall in der Operette einzuführen. Beispiele für die frühe „Berliner Operette“ sind Paul Linckes Frau Luna und Im Reiche des Indra (beide 1899), Walter Kollos Drei alte Schachteln (1917) und Jean Gilberts Die keusche Susanne (1910) oder Die Kinokönigin (1913). Kennzeichnend für den „Berliner Stil“ ist die Bevorzugung von zackiger Marschmusik (berühmtestes Beispiel ist Linckes „Das ist die Berliner Luft, Luft, Luft“).
Schon im 19. Jahrhundert dienten Berliner Theater wie das Woltersdorff-Theater der Wiener Operette für Tryout-Aufführungen. Nach dem Ende des Ersten Weltkriegs entwickelte sich Berlin zunehmend zum Zentrum der deutschsprachigen Operette, und viele Wiener Komponisten vergaben Uraufführungen ihrer Werke in die deutsche Hauptstadt (berühmtestes Beispiel: Lehárs Das Land des Lächelns, 1929 mit Richard Tauber im Metropol-Theater uraufgeführt) oder siedelten ganz an die Spree um (Ralph Benatzky, Oscar Straus usw.). Mit Beginn der Zwanziger Jahre setzte sich in Berlin auch ein radikal neuer Ton für Operetten durch, stark orientiert an den synkopierten Tänzen aus den USA. Stärker als in Wien wurde der transatlantische Sound ein Markenzeichen der Berliner Operetten. Dabei entstanden Klassiker wie Eduard Künnekes Der Vetter aus Dingsda  (1920) mit dem „Batavia Foxtrott“, Erik Charells am Broadway orientierte Revueoperetten Casanova (1928), Drei Musketiere (1929) und Im weißen Rössl (1930), für die Ralph Benatzky musikalisch verantwortlich war, sowie als krönender Höhepunkt Paul Abrahams wirbelwindartige Hits Viktoria und ihr Husar (1930), Die Blume von Hawaii (1931) sowie Ball im Savoy (1932). Die Blume von Hawaii war das erfolgreichste Bühnenwerk der Weimarer Ära.
Mit dem Aufkommen des Tonfilms Ende der 1920er Jahre entwickelte sich die fürs neue Medium geschaffene „Tonfilmoperette“ als eigenständiges Genre, besonders bei der Berliner Filmfirma UFA, als deren Hauptvertreter Werner Richard Heymann gelten kann, mit Film-Klassikern wie Die Drei von der Tankstelle (1930) oder Der Kongreß tanzt (1931, Regie: Erik Charell).
Neben den opulenten Produktionen für Bühne und Film entwickelte sich speziell in Berlin das Genre der satirisch angehauchten, intimen Kabarett-Operette, repräsentiert durch Stücke wie Mischa Spolianskys Wie werde ich reich und glücklich? (1930).

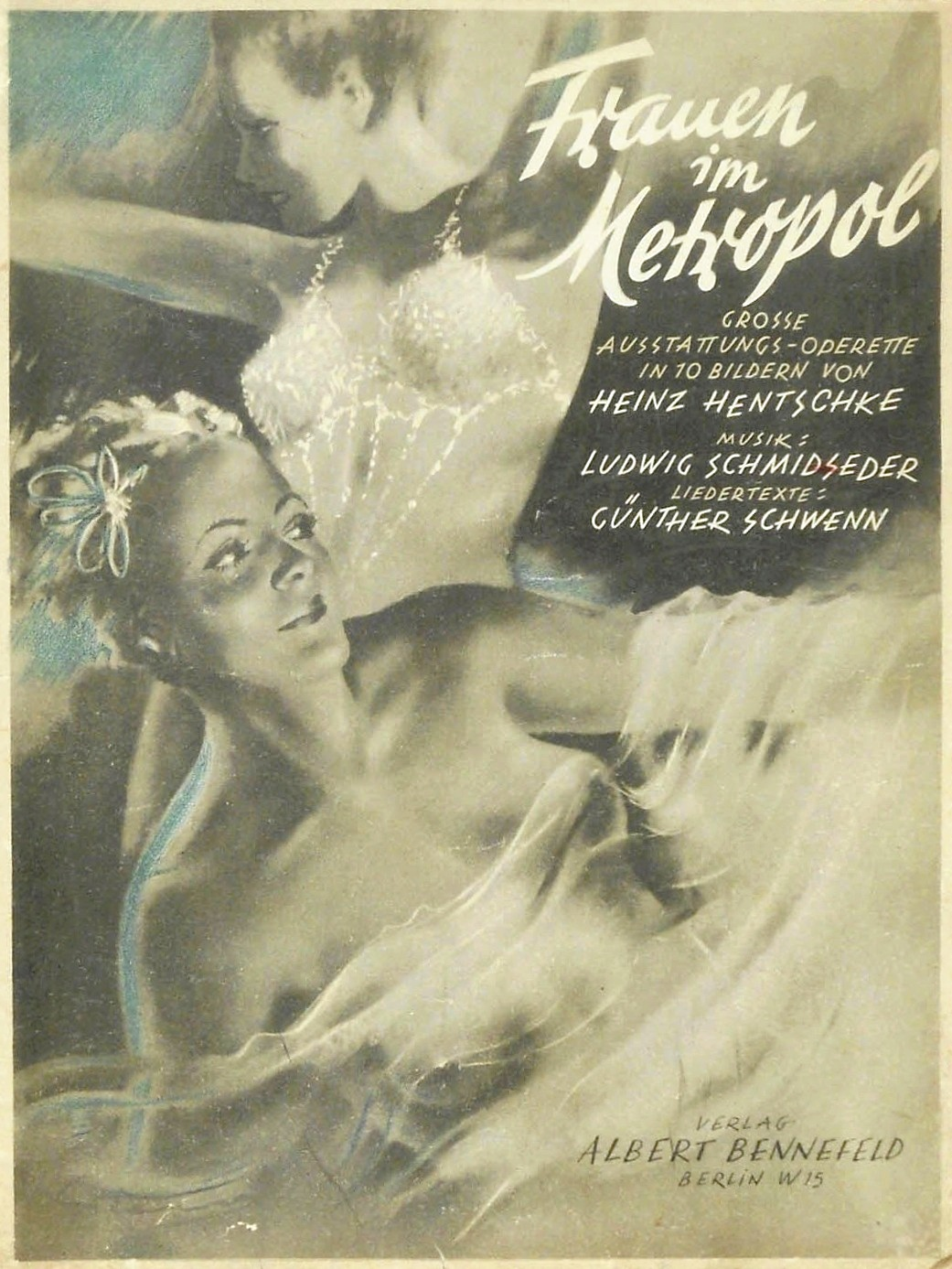
Titelblatt zu Frauen im Metropol von Ludwig Schmidseder

Nach 1933 wurde der internationale, an den USA ausgerichtete Jazz-Stil der deutschsprachigen Operette (in Berlin und Wien) ersetzt von einem – mit wenigen Ausnahmen – biederen Sound, kreiert von „arischen“ Komponisten wie Nico Dostal, Fred Raymond und Friedrich Schröder, die unter anderem Remakes oder sogar Plagiate der nunmehr verbotenen „jüdischen“ Werke schufen (Saison in Salzburg für Im weißen Rössl, Die ungarische Hochzeit für Gräfin Mariza usw.). Eine Ausnahme stellen Ludwig Schmidseders Operetten dar, bei denen „entartete Tendenzen“, wie jazzige Rhythmen, in seiner Musik deutlich zu hören sind. Die betont unpolitische Haltung der Operette bewahrte ihren Werken noch nach dem Zweiten Weltkrieg eine jahrzehntelange Wirkung wie bei Maske in Blau (1937, als Ersatz für Ábraháms Ball im Savoy) oder Hochzeitsnacht im Paradies (1942).

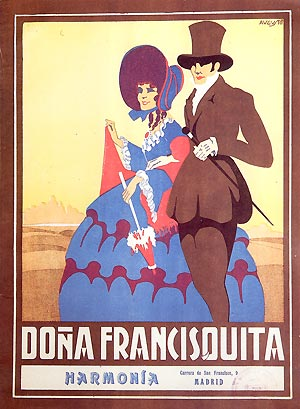
Plakat zu Doña Francisquita von Amadeo Vives

Ferner wurden von den Nationalsozialisten die Wiener Werke von Suppè, Strauß, Millöcker und Zeller auf die Bühne zurückgeholt, als Beispiele für „arische“ und nicht „entartete“ Operetten (meist ohne Nennung der jüdischen Textdichter). Dass die wertende Unterteilung in Goldene und Silberne Operette auf die Kulturpolitik der Nazis zurückgehe, ist auch heute noch häufig zu finden, tatsächlich entstanden die Begriffe erst nach 1945.
Nach dem Zweiten Weltkrieg schufen in der DDR Komponisten wie Gerd Natschinski, Conny Odd, Herbert Kawan, Eberhard Schmidt, Gerhard Kneifel und Guido Masanetz neue Operetten (siehe Heiteres Musiktheater (DDR)).

### Verwandte Formen
In England sind die klanglich üppigen Savoy Operas von Gilbert und Sullivan beliebt geworden, und in Spanien erlebte die musikalisch schlankere Zarzuela nach der Wende zum 20. Jahrhundert eine Blütezeit, zum Beispiel von Enrique Granados oder Amadeo Vives.
Seit den 1910er-Jahren konnte sich auf der New Yorker Broadway-Bühne eine eigene Operettentradition etablieren, die etwa von Victor Herbert (Babes in Toyland, 1903, Mlle Modiste, 1905, The Red Mill, 1906, Naughty Marietta, 1910, Sweethearts, 1913, Eileen, 1917, Orange Blossoms, 1922), Sigmund Romberg (The Student Prince, 1924) und Rudolf Friml (The Vagabond King, 1925) vertreten wurde und teils auch in Europa, speziell Großbritannien, sehr erfolgreich war. Auch wenn diese US-Operetten vielfach europäischen, vor allem Wiener Vorbildern folgten, behandelten sie doch oft Stoffe, die nicht von adligen Personen handelten und amerikanische Geschichten erzählten (wie die Kolonialoperette Naughty Marietta oder die in Kanada spielende Friml-Operette Rose-Marie).
Auch wenn US-Komponisten vielfach Lieder im Walzertakt schrieben, war der Dreivierteltakt in Amerika nicht das kennzeichnende Merkmal der Operette wie in Wien. Stattdessen wurden speziell Marschnummern (wie „Stouthearted Men“) und Vaudeville-Nummern populär und zum Vorläufer und Vorbild späterer Musicalsongs von Jerome Kern oder George Gershwin. Deren Werke (wie Show Boat, 1927) entstanden teils parallel zu den Broadwayoperetten und sind mit diesen inhaltlich und musikalisch eng verwandt. Auch die Musical Plays nach den Textbüchern von Oscar Hammerstein II wie Oklahoma! (1943) oder The Sound of Music (1959) werden bisweilen zur Operette gezählt.
Der Regisseur und Produzent Erik Charell konnte in München 1950 mit einer Revue-Version der Schweizer Operette Feuerwerk von Paul Burkhard noch einen Erfolg feiern. Darauf wurden die Uraufführungen im großen Rahmen seltener.
In neuester Zeit sind wieder Operetten-Uraufführungen bzw. eine Annäherung des Musicals an die Operette zu beobachten. Darunter etwa The Beastly Bombing: A Terrible Tale of Terrorists Tamed by the Tangles of True Love (Los Angeles 2006) von Julian Nitzberg (Libretto) und Roger Neill (Musik), im Stil von Gilbert & Sullivans grotesken Polit-Satiren.

## Nationalsozialismus
Nach der Machtübernahme der NSDAP 1933 erfuhr das Genre Operette eine radikale Umdefinierung. Fast alle an den USA orientierten Jazz- und Revueoperetten der 1920er Jahre wurden von den Spielplänen entfernt, wegen des angeblich skandalösen Einflusses sogenannter „Niggermusik“, vor allem aber wegen der überwiegend jüdischen Autoren. Wegen seiner jüdischen Glaubenszugehörigkeit wurde speziell auch das Œuvre Jacques Offenbachs vollständig von deutschsprachigen Bühnen verbannt.
Da Jazzmusik und somit auch Jazz-Operetten unerwünscht waren, da als „typisch jüdisch“ angesehen, und da Frivolität und gesellschaftspolitische Aktualität ebenso unwillkommen waren, musste nach 1933 Ersatz für die vielen Erfolgsstücke der Weimarer Republik gefunden werden. Kevin Clarke beschreibt im Rahmen des Ausstellungskatalogs Das verdächtige Saxophon: ‚Entartete Musik‘ im NS-Staat drei Ebenen, auf denen die Nationalsozialisten Entwicklungen der „Verfallszeit“ vor 1933 aufgriffen, diese aber mit neuen Inhalten füllten. Wenn man von „Operette“ im Nationalsozialismus spricht, dann laut Clarke von folgenden Varianten:
- Revueoperetten und Revueoperettenfilme, wie die nach wie vor populären Ufa-Streifen mit Johannes Heesters und Marika Rökk und anderen (Gasparone, Fledermaus usw.).
- Zur Oper ‚veredelte‘ Operetten wie beispielsweise die Serie von Lehár-Gesamtaufnahmen mit den Wiener Philharmonikern und etablierten Opernstars, aber auch die entsprechenden Strauß-, Millöcker-, Ziehrer-, Suppè-Einspielungen sowie neu geschaffene Opern-Operetten wie Künnekes Die große Sünderin.
- Altertümelnde Singspiele wie etwa Ännchen von Tharau, Hofball in Schönbrunn oder Liebe in der Lerchengasse (und entsprechende Verfilmungen).[16]

Da die Titel der 1920er Jahre und überhaupt die Unterhaltungstheaterkultur der Weimarer Republik als „entartet“ und als „Verwesungserscheinung“ betrachtet wurde, und weil selbst bei Lehárs Opern-Operetten Land des Lächelns und Giuditta die Textbücher von jüdischen Autoren wie Fritz Löhner-Beda („Ausgerechnet Bananen“) stammten, empfahl die Reichsdramaturgie die ‚klassischen‘ Walzer-Operetten des 19. Jahrhunderts zu spielen. Denn: „Das Wiener Singspiel und damit die Wiener Operette ist aus unserer heimischen volkhaften Überlieferung erwachsen, in ihrem Wesen nur aus dieser zu erfassen und bleibt auch ständig mit unserem Volkstum verbunden“, heißt es 1942 in den Worten des Wiener Musikprofessors Alfred Orel in dem Aufsatz „Die Operette – wertvolles Kulturgut unserer Heimat“.
Bereits davor hieß es von offizieller Seite, dass die Wiener Operette als Vorbild und Klassiker gelte, so etwa 1939 in Reclams Operettenführer, wo Herausgeber Walter Mnilk auch in Bezug auf Offenbach formulierte: „[Die Operette] erlebte […] in Frankreich ihre erste Blüte und in rascher Folge schon ihre Verfallszeit. Wien wurde dann ihre klassische Stätte.“
In seinem Artikel Die Operette ist tot! hatte Hans Herbert Pudor 1937 klargestellt: „Tot ist die Operette, die, substanzlos am seidenen Faden einer Revue-Handlung baumelnd, nur Mittel zum Zweck einer grandiosen Ausstattung, gepaart mit der Zurschaustellung mehr oder weniger pikanter weiblicher Reize war. Gestorben und endgültig in den Hades hinabgesunken, ist jene Art von ‚Operetten‘ […] mit mehr als platten Albernheiten, mehr als zweideutigem Auch-Humor und schwüler Erotik, im schönen Verein mit süß-kitschigen Liebesliedern“.
Durch diese Betonung einer klassischen und entkitschten Operette aus dem Wien des 19. Jahrhunderts erlebten plötzlich lange vergessene Werke wie Prinz Methusalem, Spitzentuch der Königin, Tausendundeine Nacht, Der Obersteiger, Das Heiratsnest, Der Landstreicher, Der Fremdenführer, Der Kellermeister, Der arme Jonathan, Das Pensionat usw. Revivals. Sie wurden mit den besten damals verfügbaren Opernsängern und Orchestern eingespielt, darunter die Berliner und Wiener Philharmoniker, als moderne „Spielopern“, wie Hans Severus Ziegler in seinem Geleitwort zu Reclams Operettenführer 1939 darlegt:

„Die geschmackvolle und musikalisch kultivierte Operette älterer und neuer Zeit ist nichts anderes als das moderne Singspiel und eine Schwester des Schwanks, dessen Berechtigung noch von keiner Seite angezweifelt worden ist. Selbstverständlich hat das Dritte Reich die typisch jüdische und stark verjazzte Operette allmählich ausschalten müssen mit dem sehr erfreulichen Ergebnis, dass die Operettentheater aller großen und kleineren Städte, wo der arische Operettenkomponist gepflegt wird, nach wie vor volle Häuser zeigen. Gewiß wäre es wünschenswert, daß wir zur Ergänzung unseres heutigen Operettenschatzes wieder einmal komische Spielopern von der Leichtigkeit und wirklichen Humorigkeit des Lortzingschen ‚Wildschütz‘ bekämen, was im Interesse einer geschmacksbildenden Erziehung des Publikums, dessen Stilgefühl und Sinn für Unterhaltung nicht weiter verflachen darf, liegt.“

Diese geschmacksbildende ‚Niveau-Hebung‘ der Operette in Richtung Singspiel war auch deshalb wichtig, weil Privattheater im Nationalsozialismus bald völlig verschwanden und Operetten entsprechend an staatlichen Bühnen gespielt wurden, mit Ensemblesängern, deren Talente auf anderen Gebieten lagen als bei den hochspezialisierten Operettenstars der 1920er Jahre.
Zum „Singspiel“ umfunktioniert, dominierten die Werke von Strauß und Zeitgenossen, aber auch etliche Lehár-Operetten fortan (bis heute) den Spielplan, teils unter Weglassung des Namens der Textdichter.
Auch in Filmen wie Willi Forsts Operette (1940) und Wiener Mädeln (1944/1949) ist diese Ideologie in Bezug auf Johann Strauss bzw. Carl Michael Ziehrer omnipräsent und wurde über das Kino verbreitet. Zum Teil wird diese Ideologie bis heute unkommentiert gelassen bei Ausstrahlung der Forst-Filme im Fernsehen.
Auch die wenigen „arischen“ Komponisten, die vor 1933 Karriere im Jazzbereich gemacht hatten, wie Eduard Künneke, schrieben fortan opernhafte Werke für Opernsänger, etwa Die große Sünderin, die 1935 an der Berliner Staatsoper Unter den Linden herauskam, mit der Wagner-Diva Tiana Lemnitz und dem Verdi-Tenor Helge Roswaenge in den Hauptrollen. Mit diesem Ansatz der ‚Veredelung‘ und ‚Veroperung‘ der Operette und dem Zerstören privater Theater zerstörte man nicht nur eine blühende Unterhaltungsindustrie in Deutschland, die vergleichbar war mit dem, was man heute noch vom Broadway oder Londoner West End kennt. Man vernichtete so die kommerzielle Kunstform Operette und machte sie zu einem Staatsakt, von Kammersängern vorgetragen und Staatsorchestern begleitet.

### Aufarbeitung in der Nachkriegszeit
Erstmals umfassend behandelt wurde das Thema in der von der Staatsoperette Dresden unter Intendant Wolfgang Schaller organisierten Konferenz Operette unterm Hakenkreuz, die im Jahr 2005 der Musikwissenschaftler Kevin Clarke zusammen mit der Dramaturgin Carin Marquardt konzipierte und durchführte. Die Beiträge wurden 2007 unter dem Titel Operette unterm Hakenkreuz: Zwischen hoffähiger Kunst und ‚Entartung‘ veröffentlicht. Es erschienen im Anschluss mehrere umfangreiche Studien, so etwa Boris von Hakens Der „Reichsdramaturg“: Rainer Schlösser und die Musiktheater-Politik in der NS-Zeit und die Übersichtsdarstellung Operette im ‚Dritten Reich‘: Musikalisches Unterhaltungstheater zwischen 1933 und 1945 von Matthias Kauffmann.
Kauffmann weist als einer der Ersten auf die teils paradoxe Situation für die Operette im NS-Staat hin, die einerseits die sexuell freizügige Aufführungspraxis der Jahre vor 1933 geißelte und durch Klassikerpflege zu ersetzen suchte, andererseits jedoch erotisch freizügige Produktionen wie Die lustige Witwe 1940 im Berliner Admiralspalast mit Johannes Heesters (Regie: Georg Jacoby) mit dem männlichen Nackttänzer Alberto Spadolini zuließ, unter dem Beifall von Goebbels und Hitler. In Hochzeitsnacht im Paradies lobte die Kritik 1942 „zwei Männer von adamhafter Impression“ die „mit nacktem Oberkörper“ als Boxer auf die Bühne des Metropoltheaters Berlin drängten: „Wozu? Warum? Heinz Hentschke strahlt über diese außergewöhnlichen Muskelmenschen, die er einem Ensemble einverleibt hat, dem es eigentlich mehr auf Kehlkopf als auf Bizeps ankommen müßte.“
In anderen Produktionen des Gärtnerplatztheaters München oder Metropoltheaters Berlin konnte man Nackttänzerinnen bestaunen, die vom Metropoltheater-Intendanten Heinz Hentschke im Zusammenhang mit seiner Produktion von Frauen im Metropol (1941) als „hocherotisch und adrett“ angepriesen wurden.
Nach 1945 war es nicht mehr passend, von „arischen“ und „entarteten“ Operetten zu sprechen. Franz Hadamowsky und Heinz Otte führten daher 1947 die Begriffe „goldene“ und „silberne“ Operette mit ihrem Buch Die Wiener Operette: Ihre Theater- und Wirkungsgeschichte ein. Das war eine Terminologie, die zuvor weder von den Nationalsozialisten verwendet wurde, noch von Karl Westermeyer 1931 in seinem Buch Die Operette im Wandel des Zeitgeistes: von Offenbach bis zur Gegenwart. Westermeyer unterscheidet stattdessen zwischen der „klassischen Operette“ Offenbachs, der „romantischen Operette“ („Die Operette unter der Herrschaft des Wiener Walzers“) in Bezug auf sowohl Johann Strauss als auch Leo Fall und Franz Lehár, und spricht später von der „jüngeren Wiener und Berliner Operette“ sowie mit Blick auf die 1920er-Jahre von „Jazz-Operette“ und später von der „Tonfilm-Operette“ als jeweils unterschiedlichen Weiterentwicklungen.
Trotz der versteckten antisemitischen Auf- bzw. Abwertung hat sich das Begriffspaar Goldene und Silberne (Wiener) Operette fest in der Literatur und im Sprachgebrauch etabliert und wird auch 2020 von den Herausgebern Derek B. Scott und Anastasia Belina in The Cambridge Companion to Operetta (Cambridge University Press) völlig unkommentiert verwendet.

## Operette in Deutschland nach 1949

### Bundesrepublik
Nach dem Zweiten Weltkrieg entwickelte sich die Operette in Ost- und Westdeutschland unterschiedlich. In der BRD scheiterten die Versuche einer Weiterführung des Genres mit neukomponierten Stücken, das betraf sowohl die Werke von Komponisten, die in Nazi-Deutschland erfolgreich waren (Friedrich Schröder, Rudolf Kattnigg, Nico Dostal, Peter Kreuder, Fred Raymond, August Pepöck), als auch Werke von Remigranten wie Emmerich Kálmán (Arizona Lady, uraufgeführt vom Bayerischen Rundfunk 1954), Oscar Straus, Werner Richard Heymann, Friedrich Hollaender oder Ralph Benatzky. Einzig Erik Charell gelang 1950 mit Feuerwerk (Musik: Paul Burkhard) ein durchschlagender Erfolg, der sich im Repertoire etablieren konnte und 1954 erfolgreich verfilmt wurde mit Lilli Palmer, Karl Schönböck und Romy Schneider.
Zunehmend konzentrierte sich die Operettenpflege in der BRD auf die sogenannten Klassiker, auch solche, die während der NS-Zeit wegen der jüdischstämmigen Autoren als „entartet“ von den Spielplänen entfernt worden waren. Dies führte im Laufe der Jahre zu einer immer stärker werdenden Einengung des Repertoires auf wenige Einzeltitel wie u. a. Die Fledermaus, Die lustige Witwe, Csardasfürstin, Land des Lächelns, Wiener Blut oder Das weiße Rössl. Diese wurden nun nicht mehr im Rahmen eines kommerziellen Theaterbetriebs gespielt, sondern seit 1933 in staatlich subventionierten Theatern, ein System, das in der BRD weitergeführt wurde. „Für das unterhaltende Musiktheater jedoch erwies sich die verstaatlichte Theaterlandschaft als Desaster, anders lassen sich die Konsequenzen kaum formulieren“, bemerkte Wolfgang Jansen zur Situation nach 1945.
Die Wahl der Stücktitel musste im Rahmen der „Ewigkeitswerte“ deutscher Kultur und der Rechtfertigung von Kultursubventionen in der BRD begründet werden. Es setzte eine „Veredelungsstrategie“ ein, mit der versucht wurde, Operetten aufzuwerten in Richtung Oper und Singspiel. Noch in den 1990er Jahren ging es darum, „das Genre Operette grundsätzlich zu rehabilitieren“, schreibt Stefan Frey in seiner Franz-Lehár-Biografie von 2020, stellt aber rückblickend fest: „Die gängigen Antinomien von Kitsch und Kunst, goldener und silberner Ära oder guter und schlechter Operette, wie sie besonders Volker Klotz in seiner damals bahnbrechenden Enzyklopädie betrieben hatte, haben sich überholt und greifen […] zu kurz.“
Als Folge des Rehabilitierungszwangs okkupierte die Operette im westdeutschen Theaterbetrieb eine Sonderstellung: „In der sogenannten ‚Provinz’ [nimmt] die leichte Muse ja eine sehr eigenartige Stellung [ein]. Sie ist dort das Lieblingskind der Kassa – weil die Vorstellungen täglich ausverkauft sind – und das Stiefkind der Direktoren, die sie als notwendiges Übel betrachten, mit deren Hilfe sie ihre Ausflüge in die Hochkultur finanzieren“, bemerkte Marcel Prawy.
Kurz vor der Jahrtausendwende konstatierte die Feuilletonistin Martina Helmig in einem Artikel in der Berliner Morgenpost: „Das Operettengenre bleibt im wesentlichen Tourneeproduktionen und kleineren Stadttheatern vorbehalten, die sich der alternden Diva eher lieblos annehmen. […] Operette wird selten zur Chefsache erklärt. Oberspielleiter und Kapellmeister bedienen sich der gängigen Klischees von schampusschlürfenden Grafen in plüschigen Boudoirs. Lustige Witwen und Vetter aus Dingsda sind gerade gut genug, um die Kassen der Stadttheater aufzubessern. […] Deshalb muß man die [Frage] stellen: Wer kann und will die Operette eigentlich noch retten?“

### Deutsche Demokratische Republik
In der DDR schlug man einen anderen Weg ein, den einer „real vollzogenen Operettenreform“, die sich „um Vergegenwärtigung“ des Genres und „Austreibung ihres reaktionären Potentials“ bemühte. Man fasste in der DDR die Gattungen Operette und Musical sowie alle anderen Werke des musikalischen Unterhaltungstheaters zusammen unter dem Oberbegriff Heiteres Musiktheater und wertete sie auf „zu einem Oper und Schauspiel ebenbürtigen Bestandteil der sozialistischen Theaterkultur“. Diese sozialistische Theaterszene war ebenfalls eine vollständig staatlich subventionierte, in Fortführung der von den Nazis 1933 eingeführten politischen Kontrollmöglichkeit der Spielpläne durch finanzielle Steuerung.
Es galt in der DDR bis 1989, neue Werke zu schaffen, die sich über Sujet, Musik, Gehalt und Wirkung an den Kriterien, Positionen und Thesen des Sozialistischen Realismus orientierten, „mit Kritik an kleinstädtischem Spießertum bzw. kapitalistischer Korruption und durch eine optimistische Grundhaltung für gesellschaftliche Wandlungsprozesse erzieherisch wirken“ sollten. Die neu geschaffenen Stücke sollten die „bessere“ Lebensrealität im Sozialismus auf die Bühne bringen und besingen.
Die in der DDR geschaffenen neuen Operetten wurden im Westteil der Republik vollständig ignoriert. Nach 1989 verschwanden sie weitestgehend von den gesamtdeutschen Spielplänen. Operettenforscher Kevin Clarke plädiert dafür, sich kritisch mit den Werken auseinandersetzen. Dazu zähle auch eine offene Erforschung der Beziehung der DDR-Operettenschaffenden zu den Politikeliten, etwa durchs Komponieren von Hymnen und Kantaten für Parteitage der SED oder die Annahme von staatlichen Auszeichnungen wie dem Kulturpreis. Die Werke der DDR-Operette werden durch die westdeutsche Musiktheaterforschung und internationale Operettenhistoriker bislang ignoriert.

## Aufführungspraxis

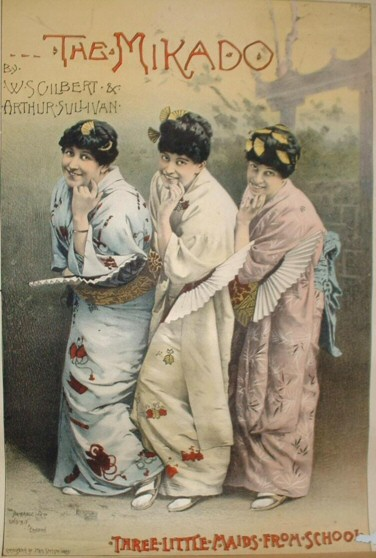
Plakat für Der Mikado (1885), eine der bekanntesten englischen Operetten.

Die Spezialisierung, die man einst von Operettendarstellern forderte, gibt es nur noch selten. Die Fähigkeit zum Sprechen pointierter Dialoge fehlt manchen Opernsängern. Gesangsfächer wie die Soubrette, der Spieltenor oder Spielbass sind eher eine Ausnahme unter den professionellen Sängern. Heute reduziert sich das landauf, landab gespielte Operettenrepertoire im deutschsprachigen Raum (nunmehr an staatlich subventionierten Bühnen, nicht mehr an spezialisierten Privattheatern) im Kern auf wenig mehr als ein halbes Dutzend „klassischer“ Werke, in Österreich sind es etwas mehr. Amerikanische Operetten werden nur an vereinzelten Bühnen wie der Ohio Light Opera gepflegt. Lediglich in Frankreich wird – speziell Offenbachs Œuvre – regelmäßig an größeren Bühnen gegeben, teils mit sehr prominenten (Opern)-Besetzungen.

### Spezialisierte Theater und Festivals
Ehemals überwiegend der Operette gewidmete Theater wie das Staatstheater am Gärtnerplatz München oder die Volksoper Wien haben sich mittlerweile mehr der Oper zugewandt, obwohl Operetten an diesen Häusern weiterhin einen wichtigen Bestandteil des Repertoires ausmachen. Außer in Dresden mit der Staatsoperette Dresden gibt es neuerdings auch in Hamburg mit dem Engelsaal ein auf Operetten spezialisiertes Theater. Es sind die einzigen selbstständigen Theater dieser Art in Deutschland. Die Musikalische Komödie in Leipzig als Bestandteil der Oper Leipzig mit eigenem Ensemble widmet sich ebenfalls überwiegend der Operette. In Baden bei Wien laufen regelmäßig Operetten, vielfach auch Titel jenseits des Standardrepertoires, in konventionellen Inszenierungen, die insbesondere seit der Intendanz von Robert Herzl weitum guten Ruf genießen. Besonders im osteuropäischen Ausland existieren viele reine Operettentheater, die das Repertoire pflegen, so z. B. das Operettenhaus in Budapest, das mit seinen Produktionen auch auf Tournee geht, beispielsweise in Deutschland.
Nach wie vor gibt es auf Operette spezialisierte Festivals: Das Lehár Festival Bad Ischl, die Operettenfestspiele Bad Hall, die Pramtaler Sommeroperette in Zell an der Pram und in Deutschland die Elblandfestspiele Wittenberge (Gründungsintendant: Heiko Reissig), die alljährlich in den Sommermonaten stattfinden.
Von 2011 bis 2015 veranstaltete die Staatsoperette Dresden alljährlich im Frühjahr das Johann Strauss Festival Dresden, in dessen Mittelpunkt das mit seinen Raritäten weltweit einmalige Johann-Strauss-Repertoire des Hauses stand. Ergänzt wurde das Programm jeweils um aktuelle Höhepunkte aus dem Spielplan, um den Bogen von den Anfängen des Genres bis in die Gegenwart hinein zu öffnen und verschiedene Präsentationsformen zu zeigen. Durch den Umzug in die neue Spielstätte bedingt, ist es für 2016 und 2017 ausgesetzt worden.
Die Festspiele im Schlossgarten (vormals Schlossgartenfestspiele Neustrelitz) in Neustrelitz galten als die größten Operettenfestspiele Deutschlands. Sie wurden durch den Schönebecker Operettensommer auf dem Bierer Berg abgelöst, der jedes Jahr mit 22 Vorstellungen rund 16000 Besucher anzieht.
Ferner bietet das US-amerikanische Ohio Light Opera Festival jeden Sommer sechs Operetten, wovon die Hälfte Ausgrabungen vergessener Werke sind. Durch Fernsehübertragungen, CD- und DVD-Veröffentlichungen erlangten besonders die Festspiele in Mörbisch und Ohio überregionale Beachtung.
Zahlreich sind auch die Laienbühnen, die sich der Operette widmen. In der Schweiz gibt es etwa eine Musiktheatervereinigung als Zusammenschluss dreier Theatergesellschaften.